# Watra (schronisko)
Watra (słow. Chata v Kôprovej doline) – nieistniejące schronisko, stojące dawniej w Dolinie Koprowej w słowackich Tatrach Wysokich. Znajdowało się w Dolinie Ciemnosmreczyńskiej, w pobliżu Ciemnosmreczyńskiej Siklawy.

## Historia
W XIX wieku Dolina Koprowa nie była obiektem zainteresowań Węgierskiego Towarzystwa Karpackiego, które w Tatrach budowało schroniska turystyczne. Dolina Koprowa, a szczególnie Ciemne Smreczyny i Niewcyrka, odwiedzane były głównie przez turystów polskich, którzy docierali tutaj zamkniętym obecnie szlakiem przez przełęcz Liliowe i Zawory. Dla nich w 1895 r.  Towarzystwo Tatrzańskie bez zgody władz węgierskich i właścicieli terenu wybudowało niewielkie drewniane schronisko. Mówiono o nim, że jest to najlepiej ukryta koleba w Tatrach. W 1924 r. schronisko spłonęło.
W Dolinie Koprowej istniały jeszcze dwa schroniska – Schronisko Mühlmanna i Schronisko Rudolfa. Obecnie w tej dolinie nie ma żadnego schroniska turystycznego.

## Opis schroniska
Watra była bardzo małym drewnianym domkiem. Miał on rozmiary zaledwie 3,5 × 2,5 m i nie posiadał drzwi. Na środku było miejsce na ognisko, dookoła którego mogło się na legowisku z cetyny przespać do 8 osób. Mimo tak trudnych warunków często korzystali z niego polscy turyści. Między innymi spała w nim Maria Curie-Skłodowska.